# Пирятинський ґебіт
Пиря́тинський ґебі́т, окру́га Пиря́тин (нім. Kreisgebiet Pirjatin «Пирятинська округа») — адміністративно-територіальна одиниця у складі генеральної округи Київ, що в свою чергу входила до райхскомісаріату Україна під час німецької окупації Української РСР упродовж Німецько-радянської війни.

## Історія
Утворена на частині території нинішніх Київської, Полтавської та Черкаської областей 1 вересня 1942 року Поділялась на 6 районів (нім. Rayons). Формально існувала до 1944 року, фактично — до 18 вересня 1943 року, дня вигнання з Пирятина нацистських загарбників військами Степового фронту.
Ґебіт охоплював територію шістьох передвоєнних районів УРСР (Драбівського, Ковалівського, Згурівського, Гребінківського, Пирятинського і Яготинського) та, відповідно, поділявся на шість районів: Драбів (Rayon Drabow), Ковалівка (Rayon Kowalewka), Згурівка (Rayon Sgurowka), Гребінка (Rayon Grebenka), Пирятин (Rayon Pirjatin) та Яготин (Rayon Jagotin), межі яких збігалися з тогочасним радянським адміністративним поділом. При цьому зберігалася структура адміністративних і господарських органів УРСР. На півночі ґебіт прилягав до території планованої генеральної округи Чернігів, на заході межував з Переяславським ґебітом, на півдні — з Золотоніським ґебітом, на північному сході — з Лохвицьким ґебітом, а на південному сході — з Лубенським ґебітом.
Всі керівні посади в ґебіті обіймали німці, головним чином з числа тих, що не підлягали мобілізації до вермахту. Лише старостами районів і сіл призначалися лояльні до окупантів місцеві жителі або фольксдойчі.
У Пирятині виходила газета «Рідна нива» (15 жовтня 1941—1943), редактором якої був Іван Сенько.